# Pastete

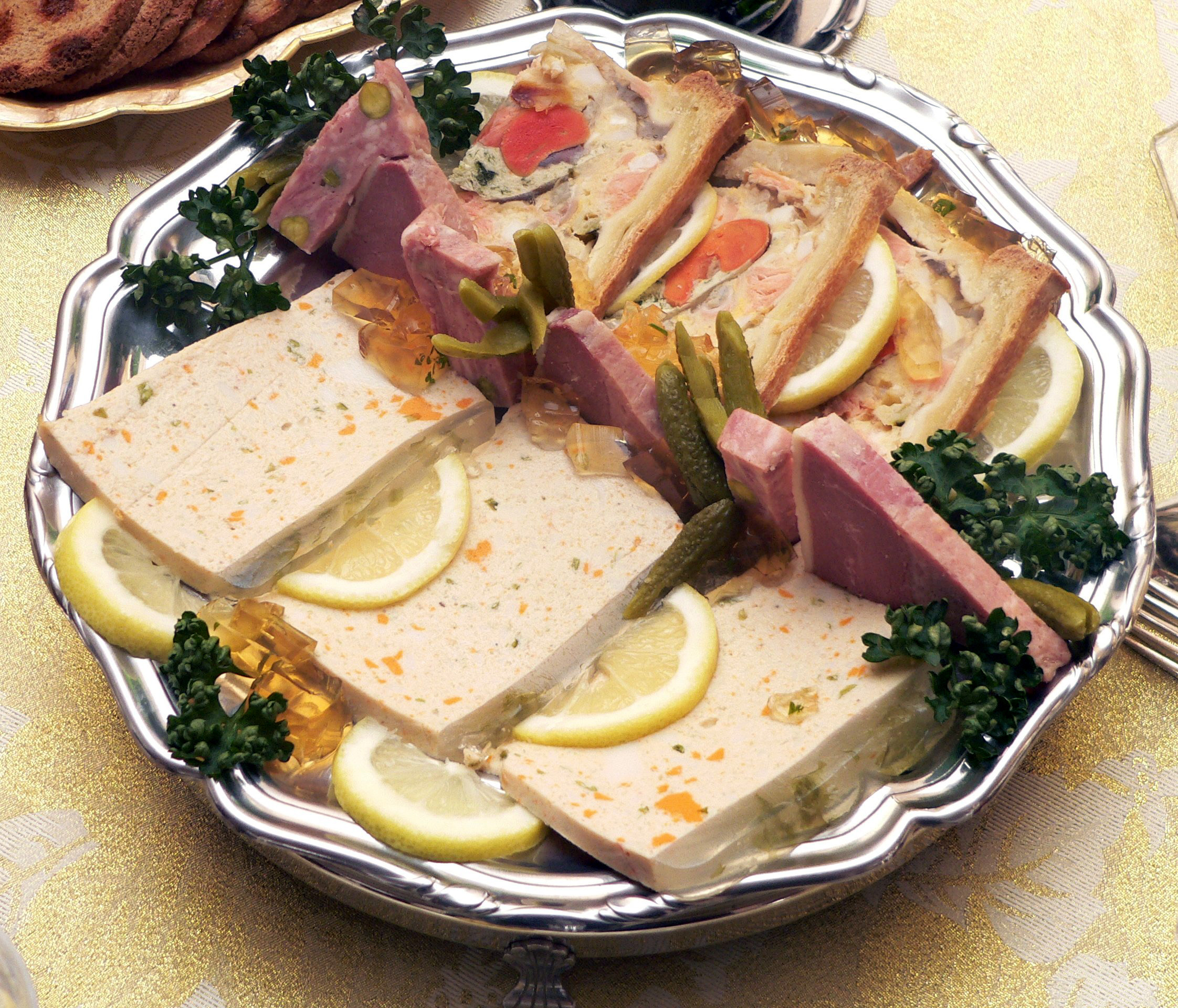
Scheiben von verschiedenen Terrinen

Pasteten (von mittelhochdeutsch pastēte, Pastete) sind feingewürzte Gerichte aus einer Farce aus Fleisch, Wild, Geflügel, Innereien (wie Leber) oder Fisch, die in einer Umhüllung gebacken werden. Diese kann aus Teig, Speck und Fleischstücken bestehen. Zum Lockern und Binden der Farcen werden Sahne und Eier verwendet, gewürzt werden sie mit Pastetengewürz, Cognac, Wein und Kräutern.
Pasteten waren wegen ihrer aufwändigen Herstellung lange Zeit ein repräsentatives Gericht, für dessen Zubereitung es einen eigenen Beruf gab, den Pastetenbäcker.

## Einteilung
- Krustenpasteten (Teigpasteten, Brioches): werden in einer mit Speck ausgelegten Teighülle gebacken.
- Schüsselpasteten haben keine Hülle, sie heißen auch Terrinen, diese werden mit Speck ausgelegt, sie werden pochiert.
- Rollpasteten: wie Galantinen, Ballottinen (gefüllte Geflügelkeulen) und Rouladen werden in natürlichen Fleisch-, Fisch- oder Geflügelhüllen pochiert (z. B. Zampone)

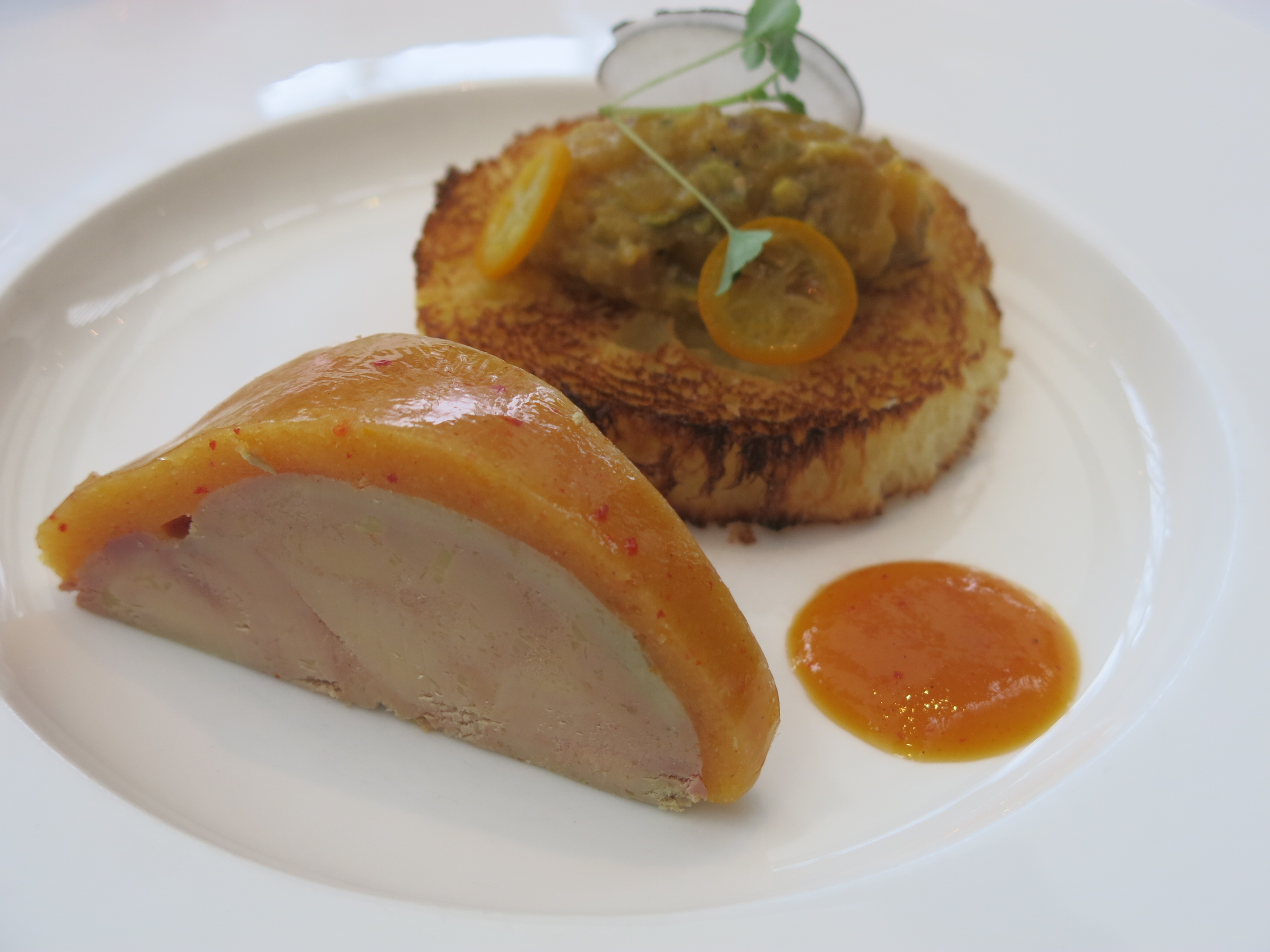
Entenstopfleber mit Orangenglasur und Brioche

- Parfaits und Moussen (Gänseleber, Fleischerpasteten, Rouladen): haben keine Hülle, Farce pochiert als Bindung.
- Fleischerpasteten (Rouladen): Pochierte Farcen in verschiedenen Farben, mit Mosaik-Rand.[1]

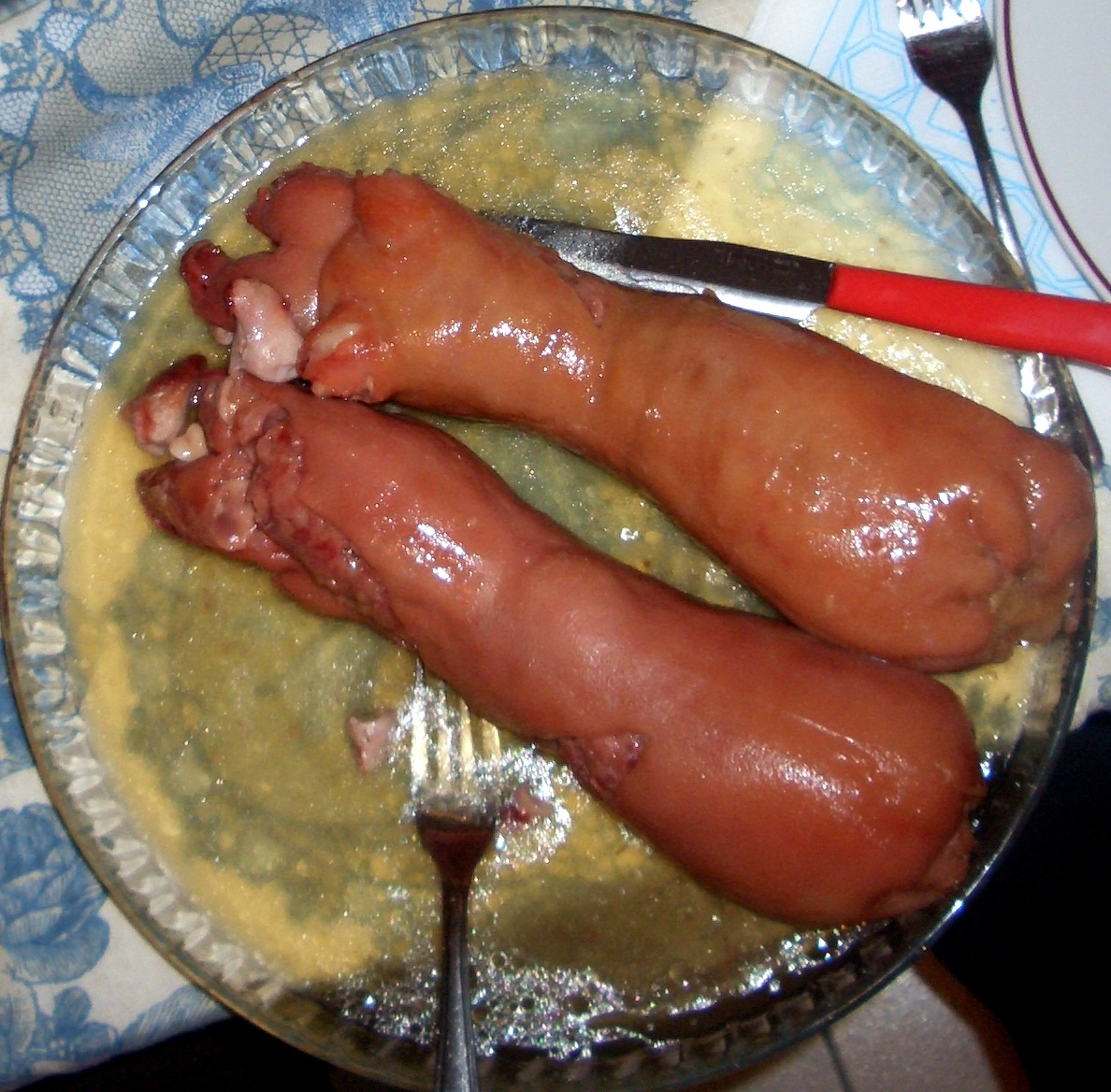
Zampone

Varianten sind portionsgroße Ausführungen wie die becherförmigen Bouchées, die panierten und frittierten Rissolen (Halbmondpasteten) und die in kleinen Näpfen gegarten Timbalen. Es gibt auch süße Pasteten – als Kuchen mit einer Füllung aus Früchten, Nüssen und Ähnlichem – sowie solche, die von der Herstellung und Zusammensetzung her Pralinen ähneln.

## Geschichte

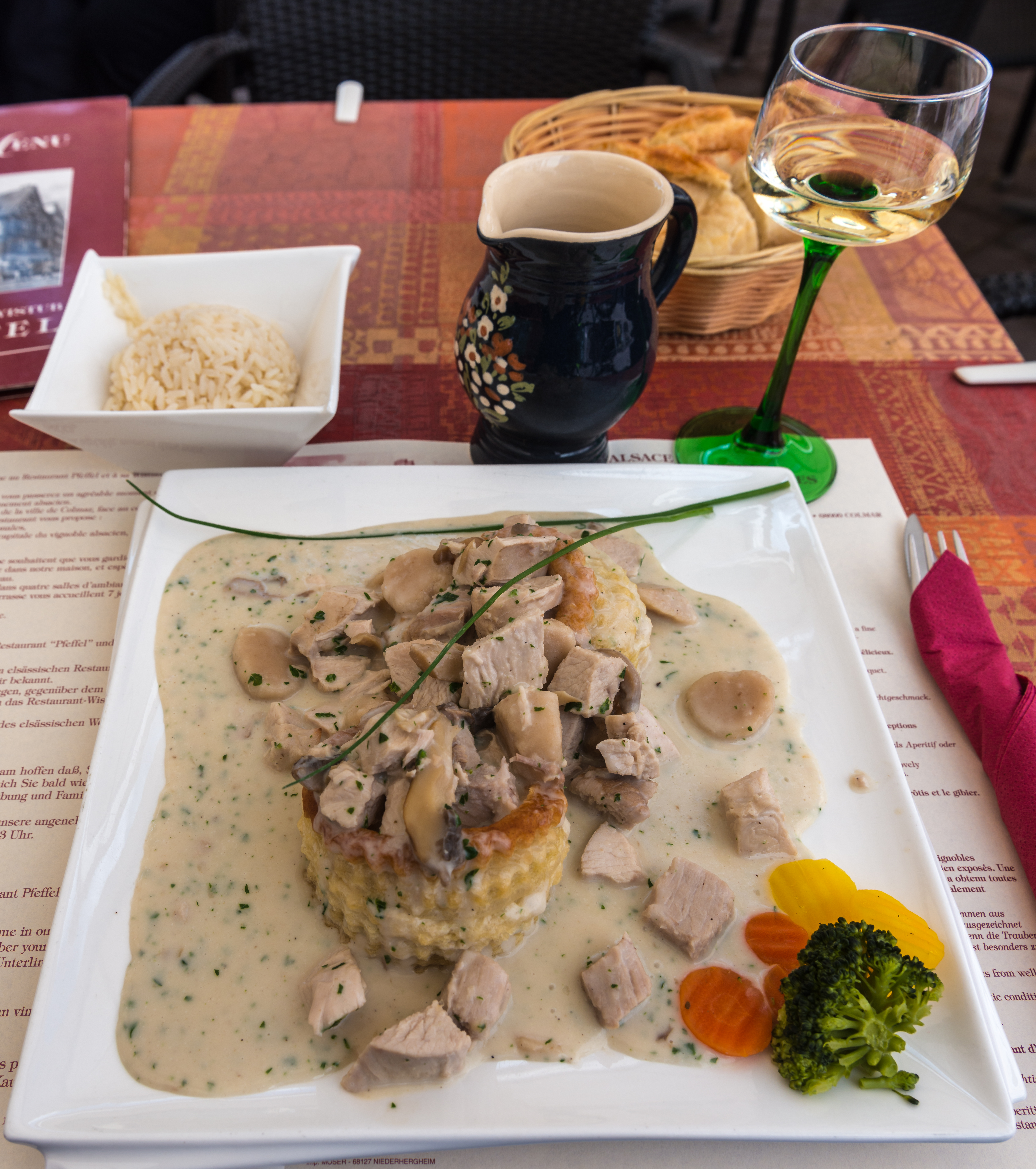
Bouchée à la Reine (Königinpastete)

Pasteten sind bereits sehr lange bekannt. Nach Jean Bottéro fanden sich auf sumerischen Keilschrifttafeln von etwa 1700 v. Chr. sechs Rezepte für Geflügelpasteten. In Europa sind sie vermutlich um das Jahr 1000 in Frankreich entstanden. Die Blütezeit der Pastetenbäckerei begann in der Renaissance in den Küchen des Adels und des Klerus. Pasteten wurden mit den damals teuren, durch die Kolonisierung verfügbaren Gewürzen angereichert – das noch heute bekannte Pastetengewürz vermittelt einen Eindruck davon. Zu dieser Zeit stellten Pasteten den Höhepunkt eines Festmahls dar. So soll zu Ehren des Herzogs Philippe le Bon 1452 eine Pastete serviert worden sein, auf der ein Orchester musizierte. In einem Kochbuch der Augsburger Patrizierfamilie Welser wurde von einer Pastete berichtet, aus der ein junges Mädchen herausstieg. 1467 servierte der Erzbischof von York und Kanzler von England, George Neville, zu seiner Amtseinführung neben zahllosen anderen Gerichten 4000 kalte und 1500 warme Wildpasteten. In der Zeit von Martin Luther wurde eine mit Dörrobst und Räucherfisch gefüllte Pastete als Nachspeise serviert.
Seit dem 16. Jahrhundert, dem Beginn der klassischen Küche, wurden die Pastetenrezepte verfeinert, es entstanden berühmte Gerichte wie die Lerchenpastete aus Chartres, die Schnepfenpastete aus Abbeville, die Entenpastete aus Amiens und die Aalpastete aus Melun. Besonders bekannt ist die Gänseleberpastete aus Straßburg.

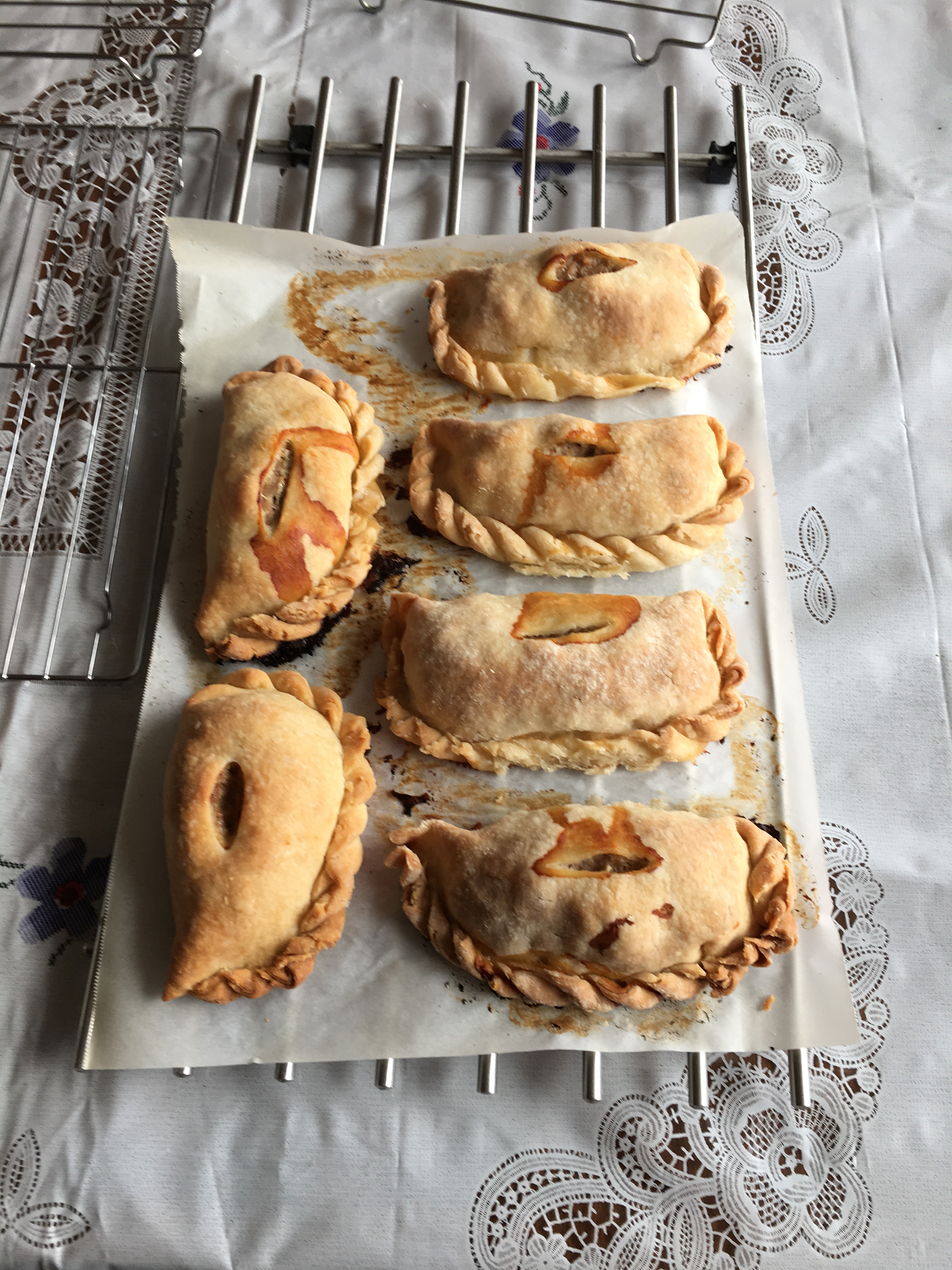
Fleischpasteten im Teigmantel (Saguenay)

In der Französischen Revolution wurde das Zunftrecht aufgehoben. Bis dahin war nur Charcutiers der Verkauf von Pasteten erlaubt, nun aber eröffneten arbeitslos gewordene Köche und Pastetenbäcker der entmachteten Adligen Restaurants und Pasteten kamen – auch über die Grenzen Frankreichs hinaus – in Mode. In diese Zeit fällt die Erfindung der Vol-au-vents mit einer Hülle aus Blätterteig.

## Zubereitung

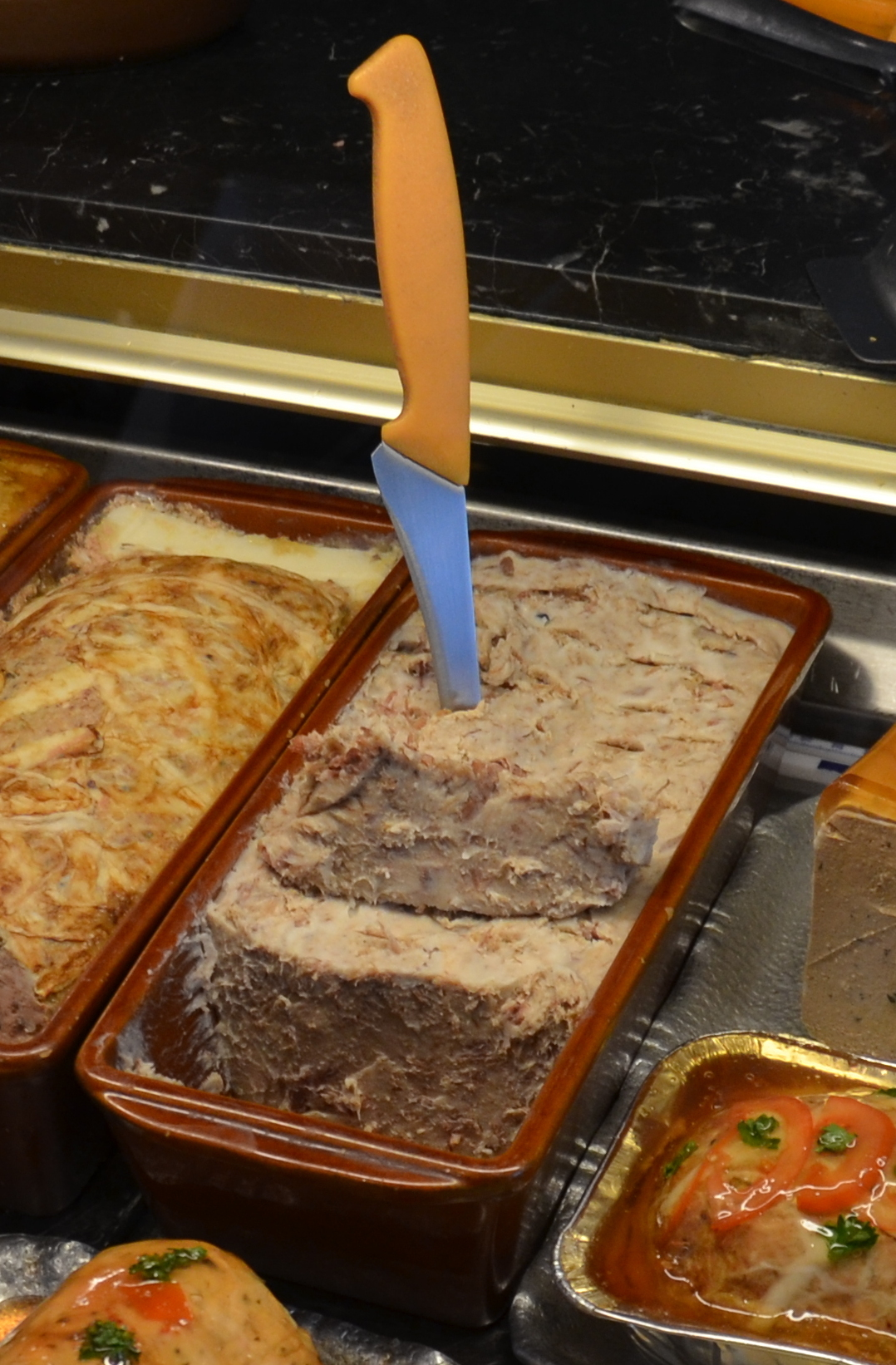
Fertige Pastete in Form

Im klassischen Menü gehören warme Pasteten zu den Eingangsgerichten (Entrées) und werden meist mit Sauce serviert, kalte Pasteten zu den Relévés, sie gehen dem Braten voraus.

### Krustenpasteten
Zur Herstellung von Krustenpasteten wird ein spezieller, ungesüßter Teig, der sogenannte Pastetenteig, verwendet. Mit dem Teig wird eine feuerfeste Form dünn ausgekleidet und mit Pastetenfarce gefüllt. Letztere kann zum Beispiel aus mit dem Wiegemesser oder Fleischwolf fein zerkleinertem Fleisch, Leber, Speck und Gewürzen wie Salz, Pfeffer, Kardamom, Muskatblüte und Ingwerpulver bestehen, der kleine Fleischwürfel beigegeben sind. Die Form wird anschließend mit einem Teigdeckel fest verschlossen, in den ein oder mehrere Löcher (Kamine) ausgestochen werden, um den entstehenden Dampf abzulassen. Anstelle von Fleisch kann auch Fisch verwendet werden. Dann wird die Pastete im Backofen bei mittlerer Hitze gegart. Bei Pasteten, die kalt serviert werden sollen, werden die beim Abkühlen entstehenden Hohlräume durch die Abzugslöcher mit Gelee aufgefüllt, das zum Beispiel mit Portwein oder Madeira aromatisiert wurde. Sämige Ragoût fin kommen als Füllung in Blätterteigpasteten (Königinpastete).

### Pasteten in natürlichen Hüllen
Farcen werden in natürliche Fleisch-, Fisch- oder Geflügelhüllen gefüllt und pochiert. Dazu eignen sich Gänsehälse, Schweinekopf oder -fuß sowie ausgebeintes Geflügel.

## Varianten
Rissole
Rissolen (von französisch rissole, das auf roussâtre ‚rötlich‘, zurückgeht) oder Halbmondpasteten sind mit Ragout gefüllte kleine Pasteten aus Blätter-, Pasteten- oder Hefeteig. Der dünn ausgerollte Teig wird etwa zehn Zentimeter groß rund ausgestochen, mit der Füllung versehen halbmondförmig zusammengeklappt, paniert und in Fett ausgebacken.
Timbale
Das Wort kommt von französisch timbale ‚Kesselpauke‘. Timbalen, auch Becherpasteten genannt, sind kleine Pasteten aus Ragouts, Pürees und Ähnlichem, die ursprünglich in einer Hülle aus Pasteten-, Blätter-, Mürbe- oder Nudelteig in becherförmigen Gefäßen gebacken wurden. Heute werden sie meist ohne Teighülle zubereitet. Kalte Timbalen werden gestürzt und mit Gelee überzogen. Timbaleformen, kurz ebenfalls Timbale genannt, sind konisch geformt, etwas höher als breit und aus Porzellan oder Edelstahl gefertigt. Sie werden auch zur portionsweisen Zubereitung von Soufflés, Parfaits, Terrinen, Sülzen und Desserts verwendet.
Terrine
Terrinen (von französisch terrine, das auf terre ‚Erde‘, zurückgeht) oder Schüsselpasteten werden ohne Teig in feuerfesten Gefäßen aus Steinzeug gebacken. Zur klassischen Zubereitung wird die Form mit dünnen Scheiben von fettem Speck ausgekleidet, mit der Farce und Einlagen fest gefüllt, mit weiteren Speckscheiben die Füllung bedeckt, die Terrine im Wasserbad im Backofen gegart, überschüssiges Fett abgegossen und alles mit einem schweren Deckel gepresst und kalt gestellt. Durch das sanfte Pressen (Beschweren) werden Hohlräume beim Abkühlen vermieden und die Masse zu einer Einheit verbunden. Dabei ist darauf zu achten, dass nicht zu stark beschwert wird, weil sonst das flüssige Fett herausgepresst und die Terrine trocken wird.
Der Ursprung der Terrinen liegt vermutlich vor etwa 800 Jahren in Frankreich. Mit Schmalz verschlossene Fleischtöpfe dienten damals der Vorratshaltung und sind auch heute noch als Rillettes bekannt. Berühmt wurde die 1776 vom Pastetenbäcker Taverne in Nérac erfundene Terrine de Nérac, die er bis nach Spanien, England und USA versandte.
Galantine
Bei Galantinen oder Rollpasteten wurde ursprünglich die Füllung in ausgebeinte Viehkörper oder Teile davon eingerollt gegart, zum Beispiel in Geflügel oder in Schweine- oder Lammschultern. Später wurde die Füllung in Tüchern in heißem Gelee gekocht, auch direkt mit gelierendem Kalbsfond in Formen. Die Masse besteht meist aus klein gewürfeltem Fleisch oder Fisch, gebunden mit einer mit Kräutern gewürzten Pastetenfarce.
Die erkaltete Galantine wird gestürzt und mit weißer oder brauner Decksauce überzogen.